# Alfred Mendelsohn
Alfred Mendelsohn (n. 17 februarie 1910, București, România – d. 9 mai 1966, București, România) a fost un compozitor și pedagog român de origine evreiască.

## Părinții
Tatăl său, Leon Mendelsohn, a fost prim-violist al Orchestrei Filarmonicii din București, colaborator al maestrului George Enescu în numeroase concerte camerale, precum și compozitor al unor lucrări simfonice și camerale. Mama sa era pianistă, cu o bogată activitate concertistică.

## Studii
Alfred Mendelsohn a studiat între 1927 - 1931 la Academia de Muzică (Akademie für Musik und darstellende Kunst) din Viena cu Joseph Marx și Franz Schmidt, dirijat cu Rudolf Nilius, orgă cu Franz Schütz și la Conservatorul din București cu Mihail Jora. Între 1944 - 1963 a fost dirijor al Operei din București.

## Văzut de contemporani
În volumul său de „Însemnări”, Maria Banuș scrie următoarele:
Compozitorul e gras, blond, bucălat, ciuf mare, râs facil, din când în când subțire, în falset. Bonom, comunicativ. Clocotește de proiecte. Arată ca un uriaș prunc din țara giganților. Până-n 1937, a fost corepetitor stagiar la operă. Din 1937 până-n 1940 a fost ofițer activ.

## Activități
În mai 1956, Alfred Mendelsohn, alături de Mihail Jora, Alfred Alessandrescu, Constantin Silvestri și Ion Dumitrescu, a făcut parte dintr-un grup de muzicieni români care s-a deplasat la Paris cu sarcina de a depune coroane la mormântul lui George Enescu, la exact un an de la decesul artistului.

## Controverse
În cvasi-totalitatea biografiilor întocmite de autori evrei, lui Alfred Mendelsohn i se menționează exclusiv opera muzicală, de compozitor și profesor la Conservator, dar se omite faptul că a fost: 
- membru de partid (PMR) din 1945;
- secretarul subsecției (1946-50), respectiv președintele secției Muzică a ARLUS-ului (1950 - ?);
- membru al Comitetului pentru Arte subordonat Direcției Propagandă și Agitație a CC-ului (1946-1948);
- director în cadrul Ministerului Artelor (și Informațiilor) (1948-1952);
- deputat în Sfatul Popular București (1948-1952);
- în anii ’50, secretar al organizației de partid a Societății/Uniunii Compozitorilor, calitate în care în 1956 declama: “Uniunea Compozitorilor […] desființează din rădăcini caracterul mercantil al vechii Societăți […] și orientează eforturile creatorilor și ale muzicologilor spre o concepție nouă spre crearea unor opere importante, legate de viața și aspirațiile poporului nostru, creatorul socialismului”[7];
- redactor la revista "Muzica", unde opinează că: “în artă se duce o bătălie aprigă între nou și vechi”, acuză “tendințele retrograde, reacționare, care vor să izoleze arta de popor” și preaslăvește “marea lumină care a răsărit în octombrie 1917”;
- autor prolific de compoziții omagiale la adresa liderilor, Partidului Comunist și ideologiei comuniste, între care “Simfonia a III-a, Reconstrucția” (1949), oda “Cântec pentru Stalin” (1950), poemul simfonic “Prăbușirea Doftanei” (1950), piesele “Zorii secerătorilor”, “Cântec pentru marea prietenie” [româno-sovietică], cantata “Glasul lui Lenin” (1957) ș.a.[8]

## Compoziții
Câteva din aceste compoziții: 
- Fantezie, coral și fugă (1955)
- Sonata a II-a pentru vioară și pian (1957);
- Concert pentru orgă și orchestră de coarde (1958)
- Partita pentru vioară solo (1959)
- Trei piese festive pentru orgă: Toccata, Canzona, Passacaglia (1959)
- Sonata Brevis pentru vioară și orgă (1960)
- Poem pentru voce și pian „Se bate miezul nopții”, pe versuri de Mihai Eminescu (1960),
- Preludii în stil clasic pentru vioară (1962)
- Preludiu, coral și fugă pe o temă de Bach (1962)
- 24 Comentarii pentru pian solo (1963)
- Temă cu variațiuni pentru orgă (1963)
- Sonata pentru violoncel solo (1965)

## Scrieri proprii
- Alfred Mendelsohn (în colaborare cu Titus Moisescu): Melodia și arta înveșmântării ei, 208 pag., tiraj 2.640 ex., Editura Muzicală a Uniunii Compozitorilor din R.P.R., 1963
- Alfred Mendelsohn: Despre arta muzicii și elementele ei, Editura „Universitatea Muncitorească de Cultură Muzicală”, București, 1963

## Muzică de film
- Darclée (1960)

## Distincții
- titlul de Maestru Emerit al Artei din Republica Populară Română (28 aprilie 1951)[9]
- Medalia „A cincea aniversare a Republicii Populare Române” (24 decembrie 1952) „pentru lupta și munca duse în vederea făuririi, consolidării și prosperării Republicii Populare Române”[10]
- Ordinul „23 August” clasa a IV-a (12 august 1959) „pentru activitate rodnică în dezvoltarea științei și culturii din Republica Populară Romînă”[11]